# Islande au Concours Eurovision de la chanson 2020
L'Islande était l'un des quarante et un pays participants prévus du Concours Eurovision de la chanson 2020, qui aurait dû se dérouler à Rotterdam aux Pays-Bas. Le pays aurait été représenté par Daði & Gagnamagnið avec leur chanson Think About Things, sélectionnés par le biais de l'émission Söngvakeppnin 2020, sélection nationale que le pays utilise annuellement depuis ses débuts au Concours en 1986. L'édition est finalement annulée en raison de la pandémie de Covid-19.

## Sélection
Le pays confirme sa participation le 13 septembre 2019, annonçant par la même occasion que le Söngvakeppnin sera reconduit.

### Format
Comme les années précédentes, la sélection se compose de deux demi-finales et d'une finales, ayant respectivement lieu les 8 et 15 février 2020, et le 29 février 2020. Cinq artistes participeront à chaque demi-finale, dont deux seront qualifiés pour la finale. À ce stade, deux artistes parmi les finalistes, sélectionnés par le public islandais ainsi qu'un jury, prendront part à une "superfinale", dont un gagnant sera désigné par le télévote seul.

### Chansons
Comme l'année précédente, dix chansons participent à la sélection. Les chansons sont révélées le 18 janvier 2020, après avoir fuité sur Internet.
| Artiste            | Chanson         | Chanson                 |
| Artiste            | Titre islandais | Titre anglais           |
| ------------------ | --------------- | ----------------------- |
| Brynja Mary        | Augun þín       | In Your Eyes            |
| Daði & Gagnamagnið | Gagnamagnið     | Think About Things      |
| DIMMA              | Almyrkvi        | Pas de version anglaise |
| Elísabet           | Elta þig        | Haunting                |
| Hildur Vala        | Fellibylur      | Pas de version anglaise |
| Ísold & Helga      | Klukkan tifar   | Meet Me Halfway         |
| Iva                | Oculis Videre   | Oculis Videre           |
| Kid Isak           | Ævintýri        | Pas de version anglaise |
| Matti Matt         | Dreyma          | Pas de version anglaise |
| Nína               | Ekkó            | Echo                    |

### Demi-finales
- Qualifiés
- Wildcard du jury

#### Première demi-finale
La première demi-finale a lieu le 8 février 2020 . Cinq des chansons y sont présentées; deux d'emtre elles se qualifieront.
| Ordre | Artiste       | Chanson       | Télévote | Place |
| ----- | ------------- | ------------- | -------- | ----- |
| 1     | Kid Isak      | Ævintyri      | 3 651    | 3     |
| 2     | Elísabet      | Elta þig      | 1 989    | 5     |
| 3     | Brynja Mary   | Augun þín     | 3 374    | 4     |
| 4     | Ísold & Helga | Klukkan tifar | 6 654    | 2     |
| 5     | DIMMA         | Almkyrvi      | 14 984   | 1     |

#### Seconde demi-finale
La deuxième demi-finale a lieu le 15 février 2020; les cinq chansons restantes y sont présentées. Deux d'entre elles se qualifieront.
| Ordre | Artiste            | Chanson       | Télévote | Place |
| ----- | ------------------ | ------------- | -------- | ----- |
| 1     | Daði & Gagnamagnið | Gagnamagnið   | 11 218   | 1     |
| 2     | Hildur Vala        | Fellibylur    | 1 336    | 6     |
| 3     | Iva                | Oculis Videre | 10 924   | 2     |
| 4     | Nína               | Ekkó          | 5 905    | 3     |
| 5     | Matti Matt         | Dreyma        | 5 634    | 4     |

### Finale
La finale a lieu le 29 février 2020. Les quatre chansons sélectionnées lors des deux demi-finales y seront interprétées, ainsi qu'une chanson repêchée parmi les chansons éliminées, en l'occurrence Echo de Nína. Le public islandais et un jury choisiront ensemble deux chansons qui s'affronteront dans une superfinale, où le public seul décidera du gagnant.
- Qualifiés
- Vainqueur

| Ordre | Artiste            | Chanson            | Jury   | Télévote | Total  | Place |
| ----- | ------------------ | ------------------ | ------ | -------- | ------ | ----- |
| 1     | Ísold & Helga      | Meet Me Halfway    | 17 170 | 5 568    | 22 738 | 4     |
| 2     | Daði & Gagnamagnið | Think About Things | 24 289 | 36 035   | 60 324 | 1     |
| 3     | Nína               | Echo               | 15 286 | 6 515    | 21 801 | 5     |
| 4     | Iva                | Oculis Videre      | 18 426 | 19 072   | 37 498 | 3     |
| 5     | DIMMA              | Almikyrvi          | 14 867 | 22 848   | 37 715 | 2     |

| Ordre | Artiste            | Chanson            | Télévote | Place |
| ----- | ------------------ | ------------------ | -------- | ----- |
| 1     | Daði & Gagnamagnið | Think About Things | 118 643  | 1     |
| 2     | DIMMA              | Almikyrvi          | 80 183   | 2     |

La finale se conclut sur la victoire de Daði & Gagnamagnið avec la chanson Think About Things, ainsi désignés représentants de l'Islande à l'Eurovision 2020.

## À l'Eurovision
L'Islande aurait participé à la seconde demi-finale, le jeudi 14 mai 2020. La chanson aurait été interprétée lors de la première moitié, puis en cas de qualification, lors de la finale du samedi 16 mai 2020.
Le 18 mars 2020, l'annulation du Concours en raison de la pandémie de Covid-19 est annoncée.